# Bluuran
Bluuran is een bestuurslaag in het regentschap Sampang van de provincie Oost-Java, Indonesië. Bluuran telt 12.909 inwoners (volkstelling 2010).